# Grade
Grade – wieś w Anglii, w hrabstwie ceremonialnym Kornwalii, w dystrykcie (unitary authority) Kornwalia, w civil parish Grade-Ruan. Leży 20 km od miasta Falmouth. W 1931 roku civil parish liczyła 300 mieszkańców.